# Demonio Negro
El Demonio Negro de Baja California o simplemente Demonio Negro es un críptido acuático que supuestamente habita en las costas de Baja California. Según relatos, este ser es parecido a un megalodón pero de aspecto más siniestro y demoníaco.

## Descripción
El Demonio Negro parece a primeras un tiburón enorme o megalodón.  Según relatos de supuestos observadores que sobrevivieron a los encuentros con esta bestia legendaria, lo primero que se logra divisar es una gran sombra bajo el agua, asomando posteriormente la cabeza gigante de la criatura. Cuando el monstruo saca su hocico del agua y abre su mandíbula, se pueden ver más dientes afilados de los que un tiburón normal debería poseer. Su cola es de un largo impresionante y además posee la fuerza para partir cualquier cosa en dos.

## Leyenda
Según los relatos de los pescadores de la zona de Baja California, la leyenda del Demonio Negro se ha transmitido de generación en generación. Se cuenta que miles de pescadores han perdido la vida en encuentros con esta criatura, ya que sus cuerpos jamás son encontrados. También se presume que el Demonio Negro es el asesino de cientos de ballenas que son encontradas muertas en el Océano Pacífico y con signos de haber sido atacadas por una bestia gigante. El Demonio Negro también ha arrebatado la vida de algunos valientes que han salido a su búsqueda. Se cree que también ha sido avistado en el Mar de Cortés.